# FS D.343
Тепловоз FS D.343 — серия четырёхосных тепловозов произведённых в 1967 — 1970 гг для использования на дороге Ferrovie dello Stato.
Тепловоз FS D.343 должен был заменить паровозы на линиях с лёгким верхним строением пути, где должен был водить и пассажирские и грузовые поезда. Чтобы исключить необходимость разворота локомотива на конечных станциях маршрута у тепловоза 2 кабины машиниста.
Тепловоз строился двумя заводами. На тепловозах построенных Fiat-Grandi Motori (получили обозначение 343.1xxx) установлен 8-цилиндровый V-образный дизельный двигатель мощностью 1350 л.с. На тепловозах, построенных Breda-Paxman (получили обозначение 343.2xxx), установлен 12-цилиндровый дизельный двигатель мощностью 1380 л. с. Fiat строил 40 тепловозов, Breda — 35 тепловозов.
На тепловозах FS D.342 и FS D.442 был накоплен опыт использования гидропередач. Для накопления опыта в использовании электрической тяговой передачи на тепловозе запроектировали электропередачу. Тяговые генераторы для тепловоза изготавливались Tecnomasio Italiano-Brown-Boweri. Тяговый генератор (в режиме запуска дизеля — стартёр) мощностью 880 кВт обеспечивал электроэнергией два тяговых электродвигателя часовой мощностью по 415 кВт. Тяговый двигатель имеет опорно-рамное подвешивание, крутящий момент передаётся с одного двигателя на две колёсные пары одной тележки.
Реле и электропневматические контакторы системы управления тепловоза располагаются за спиной у машиниста в одной из кабин.
3 тепловоза серии FS D.343 были включены в перечень итальянского исторического подвижного состава в 2009 году.